# Colin Bushnell
Colin John Bushnell (* 1947; † 1. Januar 2021) war ein britischer Mathematiker, der sich mit Zahlentheorie und Darstellungstheorie befasste.

## Werdegang
Bushnell studierte ab 1965 Mathematik am King’s College London (KCL), wo er 1972 bei Albrecht Fröhlich promoviert wurde. Er war kurz an der University of Illinois at Urbana-Champaign und ab 1974 Mitglied der Fakultät am King’s College, an dem er 1990 eine volle Professur erhielt. 1996/97 stand er der Mathematikfakultät vor und 1997 bis 2004 leitete er School of Physical Sciences and Engineering. Danach war er Assistant Principal des KCL. 2014 ging er in den Ruhestand.
1988/89 war er Mitglied des Institute for Advanced Study und 1993 am IHES. 1994 war er Invited Speaker auf dem Internationalen Mathematikerkongress in Zürich (Smooth representations of p-adic groups: the role of compact open subgroups).
Er befasste sich mit der Darstellungstheorie reduktiver p-adischer Gruppen und der lokalen Langlands-Korrespondenz.
1995 erhielt er den Senior-Whitehead-Preis. Er war seit 2013 Fellow der American Mathematical Society.
Zu seinen Doktoranden zählt Graham Everest.

## Schriften
- mit Albrecht Fröhlich: Gauss sums and p-adic division algebras (= Lecture Notes in Mathematics. 987). Springer, Berlin u. a. 1983, ISBN 3-540-12290-7.
- mit Philip C. Kutzko The admissible dual of GL(N) via compact open subgroups (= Annals of Mathematics Studies. 129). Princeton University Press, Princeton NJ 1993, ISBN 0-691-03256-4.
- mit Guy Henniart The local Langlands conjecture for GL(2) (= Grundlehren der mathematischen Wissenschaften. 335). Springer, Berlin u. a. 2006, ISBN 3-540-31486-5.
- mit Guy Henniart: Higher ramification and the local Langlands correspondence. In: Annals of Mathematics. Serie 2, Band 185, Nr. 3, 2017, S. 919–955, JSTOR:26395745.